# Párt az Állatokért
A Párt az Állatokért (hollandul: Partij voor de Dieren, rövidítése: PvdD) egy hollandiai baloldali politikai párt. A párt célja az állatvédelem kiterjesztése, az állatok jogainak érvényesítése.
A pártot 2002-ben alapította Marianne Thieme, a párt 2006 óta tagja a Képviselőháznak. A 2017-es választáson a párt 3,1%-ot ért el, amivel 5 mandátumot szerzett a Képviselőházban. A párt a mindenkori ellenzék tagja.

## Története
A pártot 2002-ben alapította Marianne Thieme, aki az állatvédelem miatt a Rotterdami Erasmus Egyetemen jogot hallgatott és ezen belül is közigazgatási jogra szakosodott. Az egyetem elvégzése után a B&A kutató intézetnél dolgozott Hágában, ezt követően 2001-2004 között a Bont voor Dieren állatvédelmi egyesületnél dolgozott amely szőrmeellenes volt.
A párt először a 2006-os általános választáson ért el sikert, amikor bejutott a Képviselőházba, 2 képviselővel. A pártot számos holland híresség támogatta, mint Maarten 't Hart és Jan Wolkers írók. A párt a 2010 és 2012-es általános választáson megtartotta mandátumait.

## Ideológia
A világ első olyan politikai pártja, ami kifejezetten állatvédelemmel foglalkozik. 2011-ben a párt kezdeményezésére betiltották Hollandiában a kóser és a halal szerinti vágást. Fontosnak tartják, hogy a jövőben a húsfogyasztás csökkenjen.

## Választási eredmények

### Képviselőház
| Év   | Szavazatok | %    | Mandátumok | Státusz            |
| ---- | ---------- | ---- | ---------- | ------------------ |
| 2003 | 47,754     | 0.5  | 0 / 150    | Parlamenten kívüli |
| 2006 | 179,988    | 1.8  | 2 / 150    | Ellenzék           |
| 2010 | 122,317    | 1.3  | 2 / 150    | Ellenzék           |
| 2012 | 182,162    | 1.9  | 2 / 150    | Ellenzék           |
| 2017 | 335,214    | 3.1  | 5 / 150    | Ellenzék           |
| 2021 | 398,849    | 3.8  | 6 / 150    | Ellenzék           |
| 2023 | 235,148    | 2.25 | 3 / 150    | Ellenzék           |

## Fordítás
- Ez a szócikk részben vagy egészben  a   Party for the Animals című angol Wikipédia-szócikk ezen változatának fordításán alapul.  Az eredeti cikk szerkesztőit annak laptörténete sorolja fel. Ez a jelzés csupán a megfogalmazás eredetét és a szerzői jogokat jelzi, nem szolgál a cikkben szereplő információk forrásmegjelöléseként.